# 중도타워
중도타워(영어: Jungdo Tower)는 대한민국 경상북도 경주시 보덕동 보문관광단지에 위치한 타워로 2016년에 준공된 건축물이다. 황룡원으로 불리는 황룡사 9층 목탑을 복원한 모습이며 지하 1층 ~ 지상 9층, 연면적 5만4천여m2에 높이는 68ｍ(탑신부 꼭대기 85m)로 구성된다. 2011년에 착공하여 2016년에 완공하였다. 맞은편에 황룡사 9층 목탑을 음각으로 형상화한 경주타워가 있다.

## 역사
2011년 경주 보문관광단지에 철탑이 세워진다고 한다. 그 당시 중도타워가 가칭이다. 황룡사 9층 목탑을 모티브로 한 타워를 짓는다고 한다. 3월 24일 경주시로부터 건축허가를 받았다. 다음 달에 착공하여 2013년 말에 완공된다고 한다. 건축허가 이후에 착공하였
고 2014년 보문관광단지 상가 시설이 민간업자에게 매각된다. 2015년 철골구조의 대형 철탑인 가징 중도타워의 공사가 진행되고 있다. 황룡사 9층 목탑을 형상화한 2개의 탑이다. 2016년에 완공되었고 일반에 공개했다.

## 높이
높이는 본탑 68m, 상륜부 약 15m로 총합 85m 정도인데, 실제 황룡사 목탑의 크기가 본탑 65m(183척), 상륜부 15m(42척) 정도로 80m 정도였기 때문에 실제와 거의 흡사하거나 더 큰 크기이다. 완공 당시 경주시에서 가장 높은 탑이 되었다. 현재 경주시에서 가장 높은 탑이다.

## 특징
겉모습에서 쉽게 알 수 있듯 신라시대에 지어졌던 크고 아름다운 황룡사 9층 목탑에서 모티브를 딴 타워이다. 
하필 비슷한 시기에 진짜 황룡사 9층 목탑도 복원 계획 논의가 이뤄지고 있기 때문에 몇몇 일반인들은 이 타워가 실제 황룡사 목탑을 복원하는 사업으로 착각하기도 한다.
세워지는 장소도 황룡사지와는 전혀 다른 보문관광단지이고 건축 주체도 동국산업 장상건 회장이 사재를 출연해 설립한 재단법인 중도에서 지은 것이다.
겉은 목재로 지어졌지만 순수한 목탑으로 복원된 것은 아니고 내부는 철골로 지었다. 

## 내부 시설
지하 1층~지상 9층, 연면적 5만4천여m2에 높이는 68ｍ, 내부는 일반에 공개되었는데 1층 전시공간, 2층 숙소, 3층 명상실, 4∼5층 다목적홀, 6∼7층 VIP 숙소, 8층 전망 스카이라운지, 9층 법당으로 꾸몄다.
| 층수      | 시설                   |
| --------- | ---------------------- |
| 9층       | 법당                   |
| 8층       | 전망 스카이라운지      |
| 6층 ~ 7층 | VIP 숙소               |
| 4층 ~ 5층 | 다목적홀               |
| 3층       | 명상실                 |
| 2층       | 숙소                   |
| 1층       | 전시공간               |
| 지하 1층  | 엘리베이터, 지하주차장 |

## 같이 보기
- 경상북도의 마천루 목록
- 경주시의 마천루 목록